# Carl Riise
Carl Jacob Hertel Riise (født 15. februar 1829 i København, død 14. juni 1911 sammesteds) var en dansk etatsråd og embedsmand. 
Riise var søn af kammersekretær Jacob Riise og Jensine Emilie f. Hansen. Som ung student fulgte han kort i sin fars fodspor og oversatte i 1850'erne Herman Bjurstens roman Ödets lek til dansk, men fandt snart sin plads som embedsmand. Han blev i 1856 konstitueret revisor i krigsministeriet og blev i 1870 fuldmægtig sammesteds. I 1893 avencerede han til chef for 3. revisionsdepartementets 2. kontor, der sorterede unde finansministeriet. Han nåede at beklæde denne post i 13 år, indtil han i 1906 trak sig tilbage og samtidig blev udnævnt etatsråd. I 60 år færdedes han i kancellibygningen og nød anseelse som en dygtig embedsmand og udmærket kollega.
Riise giftede sig i 1864 med operasangerinde Anna Holm, datter af urtekræmmer Jørgen Holm. Hun døde allerede i 1872, og Riise forblev enkemand resten af sit liv. Han følte sig tæt knyttet til musikverdenen og var fra 1889 bestyrelsesmedlem i Cæciliaforeningen. Han boede sine sidste mange år med sine to ugifte søstre på Holmens Kanal 8 mellem Det kongelige Teater og kancellibygningen, der udgjorde hans livs faste holdepunkter.